# Южинек
Южинек (пол. Jurzynek) — село в Польщі, у гміні Нове Място Плонського повіту Мазовецького воєводства.
Населення — 100 осіб (2011).
У 1975-1998 роках село належало до Цехановського воєводства.

## Демографія
Демографічна структура станом на 31 березня 2011 року:
|          | Загалом | Допрацездатний вік | Працездатний вік | Постпрацездатний вік |
| -------- | ------- | ------------------ | ---------------- | -------------------- |
| Чоловіки | 53      | 9                  | 39               | 5                    |
| Жінки    | 47      | 9                  | 25               | 13                   |
| Разом    | 100     | 18                 | 64               | 18                   |